# Vlag van Rouvroy
De vlag van Rouvroy is op onbekende datum bij raadsbesluit vastgesteld als de vlag van de gemeente Rouvroy in de Belgische provincie Luxemburg. De vlag kan als volgt worden beschreven:
Twee even hoge banen van geel en van blauw.
De kleuren van de vlag zijn afkomstig uit het gemeentewapen.
De Raad van Heraldiek en Vexillologie (Frans: Conseil d’héraldique et de vexillologie) stelde een vlag met die aan het kanton van de vlag twee blauwe pelgrimsstaffen toevoegde, gekruist met daarboven een rode Jakobsmantel. Deze elementen zijn afkomstig uit het gemeentewapen.

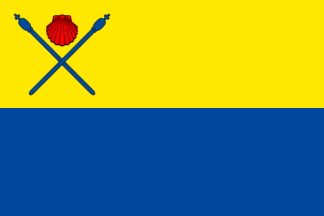
Vlagontwerp van de Raad van Heraldiek en Vexillologie